# Hedy Lamarr
Hedy Lamarr (rojena Hedwig Eva Maria Kiesler), avstrijsko-ameriška filmska igralka in izumiteljica judovskega rodu, * 9. november 1914, Dunaj, Avstro-Ogrska (zdaj Avstrija), † 19. januar 2000, Casselberry, Florida, Združene države Amerike.
Ob uspešni filmski karieri, sprva v rodni Avstriji in nato v ZDA, je znana tudi kot izumiteljica frekvenčnega skakanja za brezžični prenos podatkov v razširjenem spektru, ki ga je v sodelovanju s skladateljem Georgeom Antheilom izumila za izboljšanje zanesljivosti radijsko vodenih torpedov med drugo svetovno vojno in je danes del številnih tehnologij, kot so GPS, Wi-Fi in Bluetooth.

## Življenjepis
Rodila se je v premožni judovski družini. Še v najstniških letih jo je odkril producent Max Reinhardt in jo odpeljal v Berlin ter jo izučil kot igralko. Kasneje je zaigrala v več filmih, najbolj znan od katerih je film Ekstaza (1933), kontroverzen zaradi erotičnih prizorov. Konec leta 1933 se je poročila z bogatim industrialcem Friedrichom Mandlom, ki je izdeloval orožje. Zakon se je izkazal za nesrečnega, saj je bil Mandl izrazito posesiven do nje in jo je imel predvsem za trofejo, se je pa kot njegova spremljevalka na sestankih z inženirji ter poslovnimi partnerji seznanila s tehniko, za katero je očitno imela prirojen talent.
Kmalu je postal njen zakon nevzdržen, zato je leta 1937 ušla možu v Pariz in od tam v London, kjer jo je odkril iskalec talentov Louis B. Mayer in jo pripeljal v Hollywood. On jo je prepričal, naj spremeni ime v Hedy Lamarr in jo oglaševal kot »najlepšo žensko na svetu«. Zaslovela je že s svojo prvo vlogo v filmu Alžir (1938). Skupno je igrala v okrog 25 hollywoodskih filmih, v katerih je običajno imela klišejsko vlogo glamurozne, eksotične zapeljivke. Njen največji hit je bil Samson in Dalila (1949), kmalu za tem pa je njena kariera zamrla. V filmih je bila namreč izpostavljena predvsem njena fizična lepota in vloge niso zahtevale posebnega igralskega talenta, zato se je je občinstvo razmeroma hitro naveličalo. Poleg tega, da ni imela veliko dela s pripravo na vloge, je tudi mondeno družabno življenje Hollywooda ni veselilo; posledično naj bi se izumiteljstvu posvetila iz dolgčasa.
Leta 1940 je na zabavi spoznala Antheila, kateremu je omenila svojo zamisel frekvenčnega skakanja, ki bi preprečila blokiranje ali prestrezanje radijskega krmiljenja zavezniških torpedov. Antheil je imel izkušnje s klavirskimi avtomati in je predlagal podoben princip delovanja za izbiranje in sinhronizacijo frekvenc med oddajnikom ter sprejemnikom. Zamisel sta razvila in jo patentirala leta 1942, vendar je mornarica njun predlog prezrla. Patent so ponovno odkrili šele med kubansko raketno krizo v začetku 1960. let, nakar se je njegova uporaba bliskovito razširila, sprva v vojski in nazadnje tudi širše, ko je nastajala brezžična komunikacijska tehnologija.
Njeno zasebno življenje je bilo že v obdobju slave burno celo po hollywoodskih merilih, slovela je po vzkipljivem značaju in številnih ljubezenskih aferah. V ZDA se je poročila še petkrat, večina zakonov je trajala le nekaj let in od leta 1965 do smrti je bila samska. Po zatonu kariere je bilo njeno zasebno življenje naravnost kaotično. Kljub zaslužku od filmov v 1940. letih je kmalu obubožala in je bila večkrat aretirana zaradi manjših tatvin. Ko je njena lepota pričela bledeti, jo je poskusila ohraniti z več lepotnimi operacijami, ki pa so jo zgolj iznakazile, tako da se je le redko pojavljala v javnosti. Mediji so o njej poročali predvsem zaradi številnih tožb proti vsem, ki so uporabljali njeno podobo ali ime. Šele v 1990. letih je postal njen prispevek k tehniki prepoznan v strokovni in širši javnosti.

## Filmografija
- 1930: Geld auf der Straße
- 1931: Die Koffer des Herrn O. F.
- 1931: Die Blumenfrau von Lindenau
- 1932: Man braucht kein Geld
- 1933: Ekstaza (Extase)
- 1938: Alžir (Algiers)
- 1939: Lady of the Tropics
- 1939: I Take This Woman
- 1940: Eksplozivno mesto (Boom Town)
- 1940: Vohun (Comrade X)
- 1941: Come Live with Me
- 1941: H. M. Pulham, Esq.
- 1941: Ziegfeld Girl
- 1942: Crossroads
- 1942: Polentarska polica (Tortilla Flat)
- 1942: Beli tovor (White Cargo)
- 1943: The Heavenly Body
- 1944: Experiment Perilous
- 1944: The Conspirators
- 1945: Her Highness and the Bellboy
- 1946: The Strange Woman
- 1947: Dishonored Lady
- 1948: Let's Live a Little
- 1949: Samson in Dalila (Samson and Delilah)
- 1950: A Lady Without Passport
- 1950: Copper Canyon
- 1951: My Favorite Spy
- 1954: L'amante di Paride
- 1954: L'eterna Femmina
- 1957: The Story of Mankind
- 1958: The Female Animal